# Aschdod

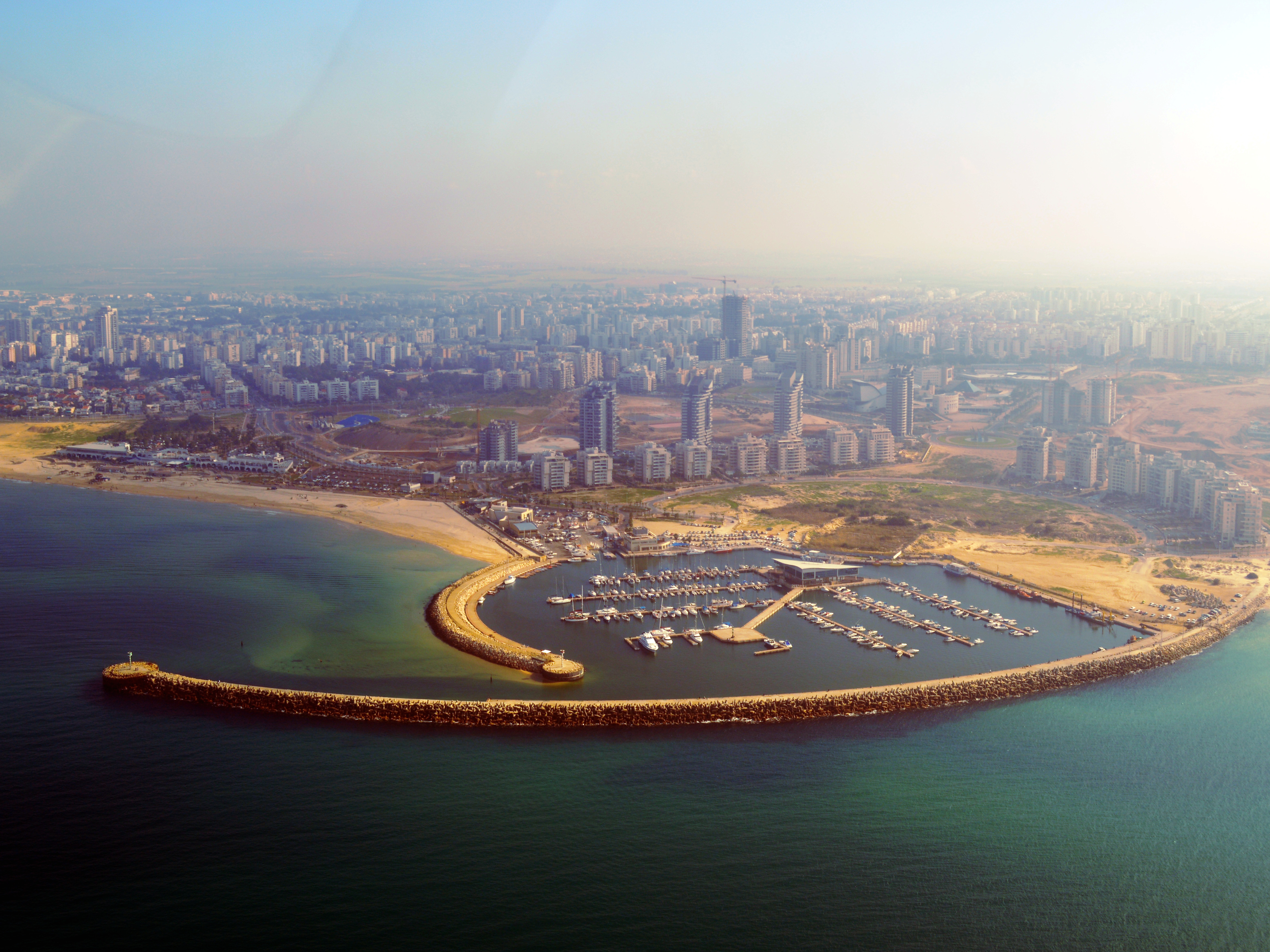
Ansicht aus der Luft mit Marina und Silhouette zum Mittelmeer, 2015

Aschdod (hebräisch אַשְׁדּוֹד Ašdōd, englisch Ashdod, arabisch إسدود, DMG Isdūd, philistäisch 𐤀𐤔𐤃𐤃 Ašdūd, altgriechisch Ἄζωτος, lateinisch Azotus; bis 1961 אַשְׁדּוֹד יָם Ašdōd Jam) ist eine Großstadt im Südbezirk Israels mit 224.628 Einwohnern (2018). Sie liegt südlich von Tel Aviv am Mittelmeer und ist eine der größten Städte in Israel. Sie liegt 25 km vom Gazastreifen entfernt.

## Geschichte

### Antike
Das historische Aschdod geht bis ins 14. vorchristliche Jahrhundert zurück. Es liegt drei Kilometer südlich der modernen Stadt und wird bereits in den Amarna-Briefen erwähnt. Der Archäologe Juan-Pablo Vita nimmt auf Grund paläographischer Studien an, dass die Briefe durch einen Schreiber aus Gezer verfasst wurden, der auch für die verbündeten Herrscher von Ginti-kirmil und Gat tätig war. Der Ton der Tafel stammt jedoch nicht aus Gezer, woraus zu schließen ist, dass der Brief vor Ort verfasst wurde.

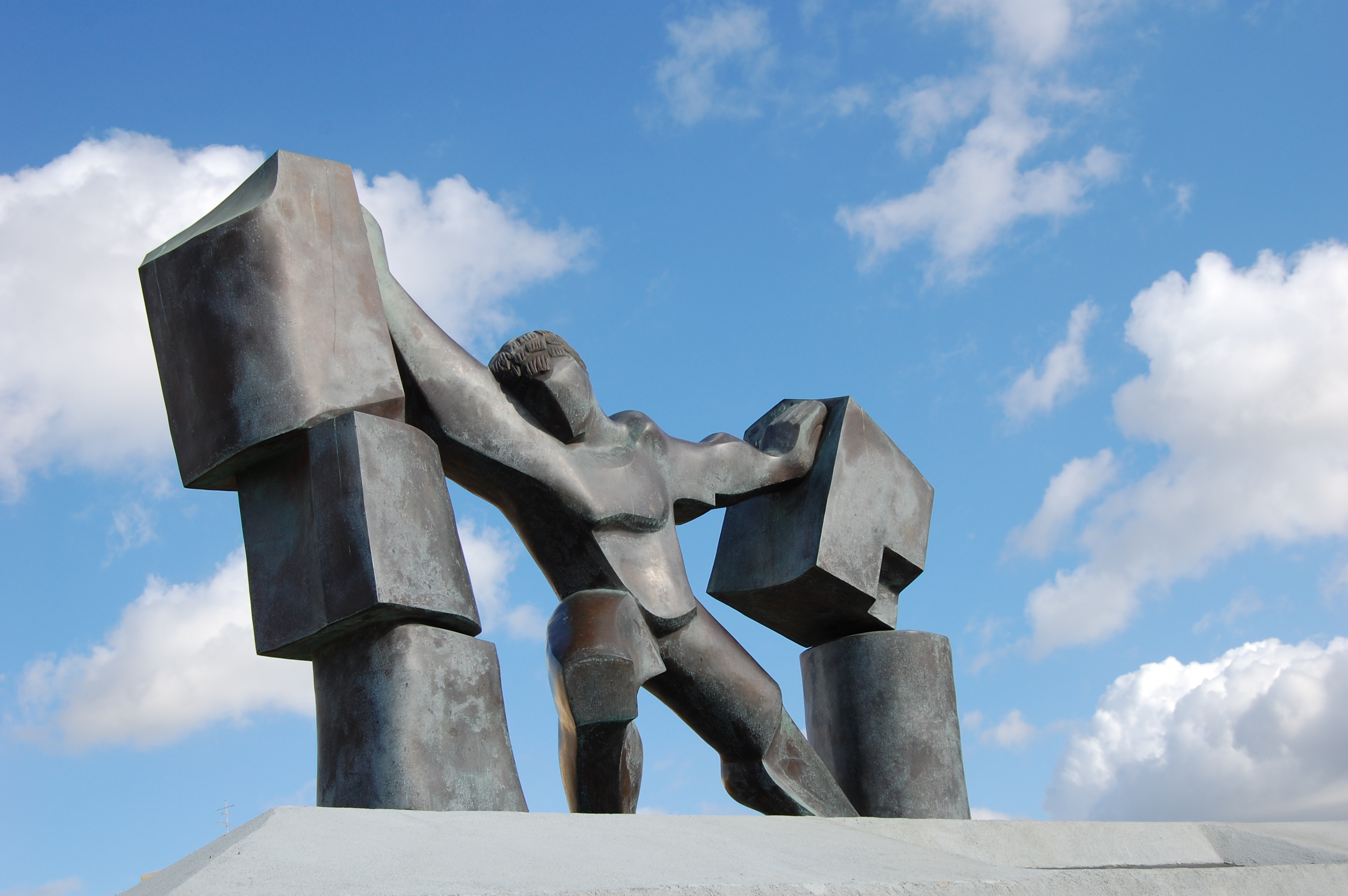
Gefallenenmal «Simson der Held» die Säulen des Philistertempels stürzend, 2008 von Baruch Wind, Aschdod

Aschdod war eine der Städte in der Pentapolis der Philister (Jos. 13,3). Nach biblischer Darstellung (1 Sam 5,1 ) brachten die Philister die Bundeslade, welche sie von den Israeliten erbeutet hatten, über Aschkelon nach Aschdod und stellten sie in den Tempel ihres Gottes Dagon. In der Septuaginta und entsprechend in der Vulgata trägt Aschdod die Namensform Ἄζωτος bzw. Azotus. Es besteht ein gleichnamiges römisch-katholisches Titularbistum Azotus.
Der in Aschdod gefundene, auf zwischen 1000 und 1100 v. Chr. geschätzte Tonständer der Musiker von Aschdod zeigt die umfassendste Darstellung einer Musikergruppe der levantinischen Musikgeschichte und ist die einzige Ensembledarstellung bis in hellenistische Zeit.
Der assyrische Herrscher Sargon II. eroberte die Stadt 712 v. Chr. Sie wurde mit Deportierten besiedelt, denen ein assyrischer šut reši vorstand.
Ab dem 7. Jahrhundert war Aschdod ein selbstständiger Stadtstaat; ab der Perserherrschaft im 6. Jahrhundert wuchs auch die Bedeutung als Hafenstadt. Die Besiedlung ist bis in die byzantinische Zeit belegt.

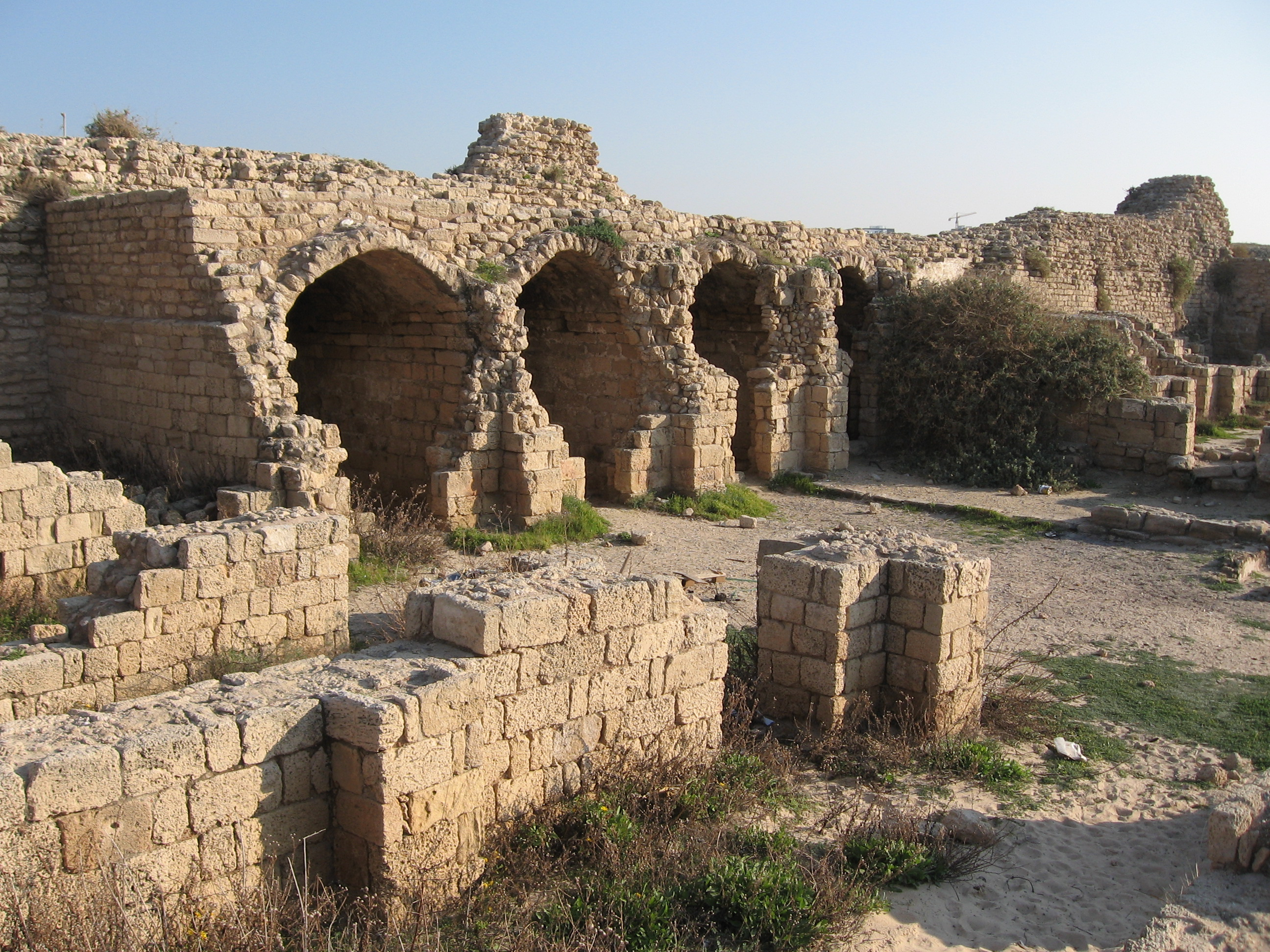
Chastel Béroard im Süden von Aschdod

### Mittelalter
Im 12. Jahrhundert errichteten die Kreuzfahrer des Königreichs Jerusalem am heutigen Südrand der Stadt die Burg Chastel Béroard, eine Hafenfestung, deren Ruine bis heute erhalten ist. An der Via Maris errichteten ägyptische Mamluken im Zuge ihrer militärischen Durchdringung und Sicherung des Heiligen Landes den Dschisr Isdud über den Nachal Lachisch. Archäologen erkennen in der Bogenbrücke römisch-byzantinische Reste im original erhaltenen Südbogen.:32

### Neuzeit
In Nachfolge einer Philisterstadt entstand ein arabisches Dorf namens Isdud (إسدود Isdūd). Arabisch Isdud und hebräisch Aschdod sind in diesen beiden Sprachen die Exonyme für den einst hier bestehenden philistäischen Stadtstaat 𐤀𐤔𐤃𐤃 Ašdūd. Dessen Reste finden sich im Siedlungshügel Tel Aschdod, auf dem auch wenige Gebäude Isduds erhalten blieben, das sonst eine Wüstung ist. Der Tel Aschdod gehört nicht zum Weichbild Aschdods, sondern zum Regionalverband Beʾer Tuvja.
Das seit 1516 osmanische Isdud gehörte zunächst zur Provinz Eyâlet Syrien, kam 1841 aber ans Sandschak Jerusalem. Im Ersten Weltkrieg geriet Isdud am 10. November 1917 unter britische Besatzung und wurde Teil von dessen Occupied Enemy Territory Administration South (OETA South). Der Völkerbund gab diesem Gebiet dann erstmals in der Neuzeit die amtliche Bezeichnung Palästina, als er schließlich 1922 dem Vereinigten Königreich Großbritannien und Irland das Völkerbundsmandat für Palästina erteilte. Damit griff der Völkerbund den Namen der römischen Provinz Syria Palaestina (deutsch philistäisches Syrien) auf, den die siegreichen Römer nach Niederschlagung des jüdischen Bar-Kochba-Aufstandes gegen ihre Herrschaft in Judäa im Jahre 135 neu prägten, um ihre aufständische Provinz Iudaea und deren Namen als Herkunftsregion der Juden vergessen zu machen. In christlichen Kreisen Europas und Amerikas war der von der römischen Neuschöpfung abgeleitete Begriff Palästina schon lange die Bezeichnung ihres Forschungsgegenstands, der Heimat Jesu, die freilich das jüdisch geprägte Judäa war und nicht das römische Syria Palaestina.
Nach der Invasion der ägyptischen Truppen am 15. Mai 1948, womit sie den internationalen Krieg um Israels Unabhängigkeit eröffneten, geriet Isdud in die Wirren als die Ägypter am 29. Mai des Jahres ins Dorf vorstießen und dreieinhalb Kilometer nördlich von den israelischen Streitkräften Zahal am Nachal Lachisch an der gesprengten Bogenbrücke in ʿAd Halom gestoppt wurden. Da diese Front bis Oktober 1948 unverrückt blieb,:65 lag Isdud monatelang in umkämpftem Gebiet zwischen Ägyptern und Israelis. Die Einwohner flohen, denn am 2./3. Juni des Jahres griffen Israelis Isdud an (hebräisch מִבְצַע פְלֶשֶׁת Mivza Pleschet, deutsch ‚Operation Philistäa‘), scheiterten zwar, nahmen aber in der Nacht 7./8. des Monats das Dorf ein.

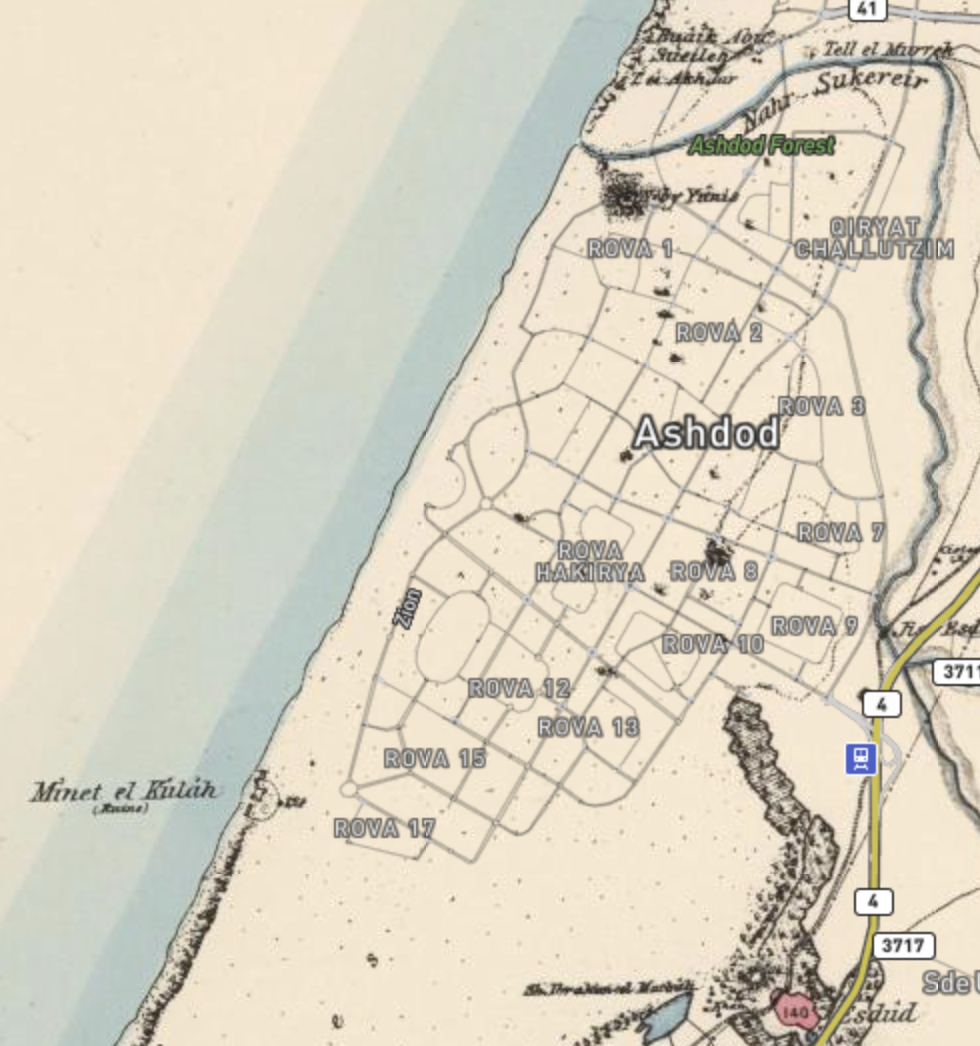
Karte der 1870er Jahre überblendet mit Straßen von 2020: Der Rova 1 bildet das Gründungsviertel, Isdud (hier Esdud) unten rechts in Rosa, außerhalb Aschdods

 Halten konnten sie es nicht, doch die Gefahr blieb. Das arabische Dorf wurde während des Krieges zerstört. Im Oktober 1948 gelangen dem Zahal Vorstöße anderwärts (Operation Joʾav, hebräisch מִבְצַע יוֹאָב Mivza Jōʾav; 15.–22. Oktober 1948), worauf die ägyptische Armee sich zurückzog. Am 28. Oktober 1948 kam Isdud an Israel. Das Dorf wurde nicht wiederbesiedelt und ist heute eine Wüstung vor den Toren der Stadt.
Vor der Gründung des modernen Aschdod, neun Kilometer Wegs nördlich vom Tel Aschdod, befanden sich im Bereich des Ortes Wanderdünen wie HaDjunah haGdolah (hebräisch הַדְּיוּנָה הַגְּדוֹלָה ‚die Große Düne‘),:136 die inzwischen auf fünf Kilometer Länge südwärts durch das wachsende Aschdod überbaut ist.
Am Mündungslauf des Nachal Lachisch gründeten 22 eingewanderte geflüchtete marokkanische Familien Aschdod-Jam, wie es damals hieß, die dort ab November 1956 in Notunterkünften (hebräisch מַעְבָּרוֹת Maʿabbarōt) kampierten,:34 zu denen im Juli 1957 mit Ägyptern weitere aus muslimischen Ländern vertriebene arabische Juden hinzustießen. Diese Neugründung erhielt den Namen Aschdod-Jam (deutsch Aschdod [an der] See), da es abseits des historischen philistäischen Aschdods lag, aber direkt an der See. Zunächst breitete sich Aschdod-Jam aber in der Flussbiegung des Nachal Lachisch aus.
Nach der Entscheidung, am nördlichen Flussufer den Hafen Aschdod anzulegen, erhielt es den Status einer Entwicklungsstadt. Im entstehenden Hafengebiet ging 1958 das Kraftwerk Eschkol in Betrieb. Mit dem neuen Hafen sollte der kleinere Hafen von Tel Aviv entlastet werden. Bürgermeister Robert Chajim veranlasste 1961 die Namensänderung (Aschdod-Jam zu Aschdod), nach einem Vorsprechen wegen Investitionen in Aschdods touristische Entwicklung beim Club Med-Teilhaber Edmond Adolphe de Rothschild auf Besuch in Herzlia, wobei letzterer, dem Aschod-Jam unbekannt war, ihn für den Vertreter aus Sdot Jam hielt.:65
Baubeginn für den Hafen war im April 1961. Dabei wurde auch das seit 25. Mai 1948 verlassene arabische Dorf ʿArab Ṣuqrir (arabisch عرب صقرير) am Nordufer des Nachal Lachisch durch den Rangierbahnhof des Hafens überbaut. Im November 1965 wurde der Hafen in Betrieb genommen. Ab 1959 hatte Aschdod den Status einer Gemeindeverwaltung, seit 1968 den einer Stadtverwaltung.
Vor der Küste Aschdods liegt die versenkte MV Peace, ein ehemaliges Frachtschiff, das dem Radiosender Voice of Peace bis zum 1. Oktober 1993 als Sendestation diente. Nach sporadischem Reiseverkehr 1972/1973, 1992/1993 bedient die Rakkevet Israel (RI) den Bahnhof Aschdod – ʿAd Halom seit 1995 kontinuierlich, der jedoch dezentral in ʿAd Halom am östlichen Stadtrand liegt.
Am 14. März 2004 wurde ein Doppelanschlag im Hafen von Aschdod verübt. Den beiden Selbstmordanschlägen fielen zehn Menschen zum Opfer und 16 erlitten lebensbedrohliche Verletzungen. Zur Tat bekannten sich die beiden palästinensischen Terrororganisationen al-Aqsa-Märtyrerbrigaden und Hamas. Die Stadt wird durch den so genannten israelischen Iron Dome vor Raketenbeschuss aus dem Gazastreifen geschützt.
Für Diskussionen sorgte der Umstand, dass es in öffentlichen Bussen, die die Wohnviertel von Charedim bedienen, eine Geschlechtertrennung, so genannte Mehadrin-Linien, gab. Frauen wurden dabei dazu angehalten, sich in den Fahrzeugen in den hinteren Teil des Fahrzeugs zu setzen.
Bei den Wahlen im November 2022 erreichte der Likud lokal fast 29 % der Wählerstimmen, während Schas auf 15,7 % und Vereinigtes Thora-Judentum auf 13,5 % kamen. Jesch Atid kam mit 12,8 % auf fast 15.000 Wählerstimmen. In der Likud-Hochburg Aschdod führten die Pläne des von rechtsextremen Parteien mitgetragenen Kabinetts Netanjahu VI, die eine Entmachtung von Israels Oberstem Gericht anstreben, zu unerwartet starker Mobilisierung der Proteste von 2023. Organisiert wurden die wöchentlichen Proteste mit lokal mehreren tausend Personen durch Rony Shig und die Organisation Aschdod will Veränderung. Die radikal-rechte Gruppe Im Tirtzu mobilisierte 200 Personen zu einer regierungsfreundlichen Gegenaktion. Am 18. Juli 2023 mobilisierten Frauenrechtlerinnen, angeführt von Efrat Avraham, zu einer Demonstration vor dem Rabbinatsgericht von Aschdod.
Während des Terrorangriffs der Hamas auf Israel 2023 schlugen in Aschdod Raketen ein.

## Kultur

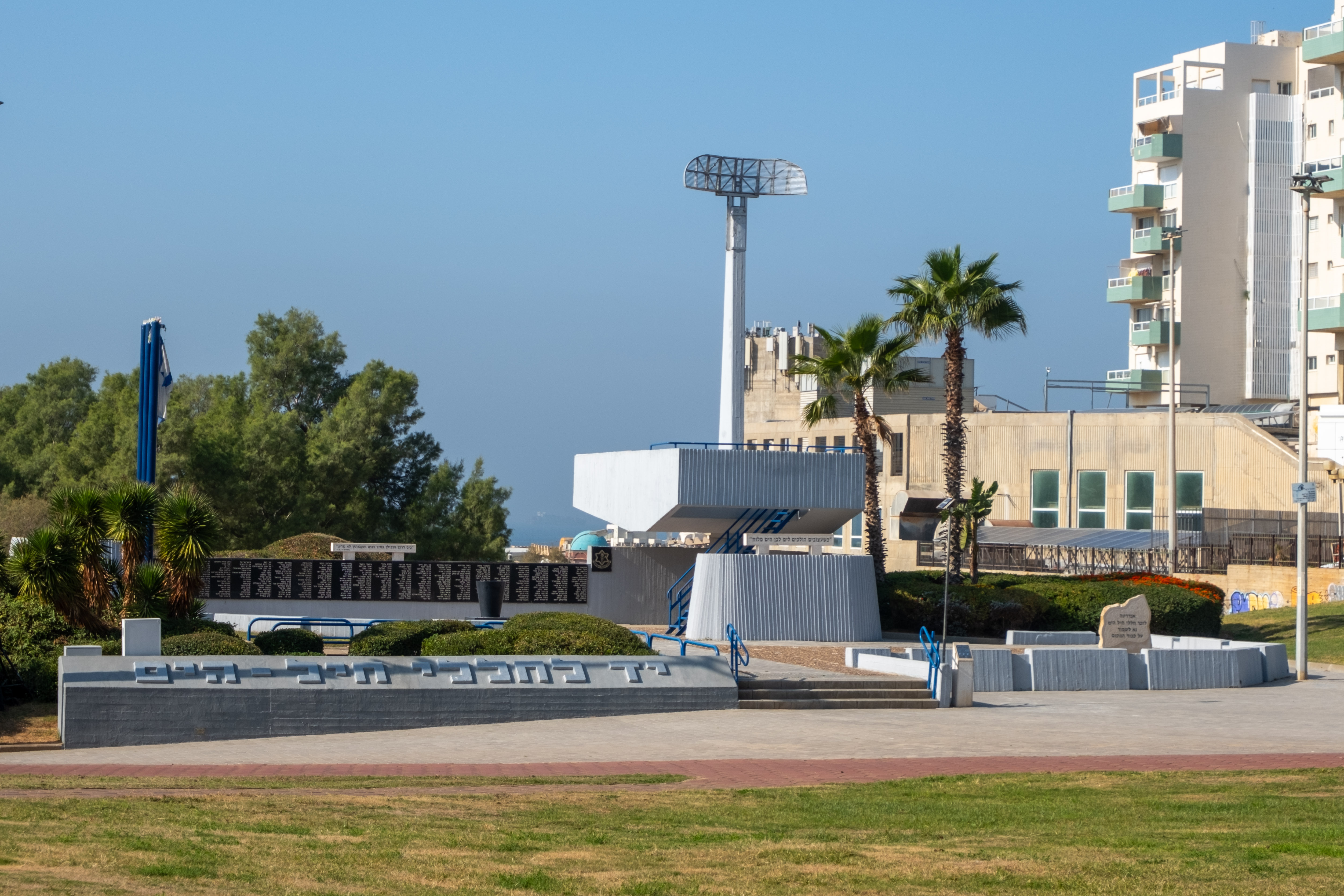
Gedenkstätte für Gefallene der Marine, 2023

Aschdod beheimatet das Israeli Andalusian Orchestra, welches die aus dem maurisch beherrschten Spanien kommenden und später auch im Maghreb verbreiteten Musiktraditionen pflegt. Im Jahr 2006 wurde das Israeli Andalusian Orchestra mit dem Israel-Preis ausgezeichnet. Aschdod verfügt zudem über ein Konzert- und Kongresszentrum und das Ashdod Art Museum. Daneben beherbergt die Stadt ein weltweit einzigartiges Museum über die Kultur der Philister. Als wichtige israelische Marinebasis besitzt Aschdod auch das zentrale Ehrenmal für Gefallene israelische Marineangehörige. Es entstand als Gefallenenmal 1973 für die ertrunkenen Crewmitglieder des israelischen Zerstörers Eilat, den die ägyptische Marine 1967 vor der Mittelmeerküste der Halbinsel Sinai versenkte. Später wurde es erweitert für alle im Dienst zu Tode gekommenen Marineangehörigen. Für die Marine findet die zentrale Gedenkfeier an Jom haSikkaron an diesem Ehrenmal statt. Ein weiteres Denkmal gedenkt durch Schiffbruch zu Tode gekommener Reisender auf dem Weg ins Heilige Land, wie Passagiere der versenkten Mefküre und der Struma.

## Hafen

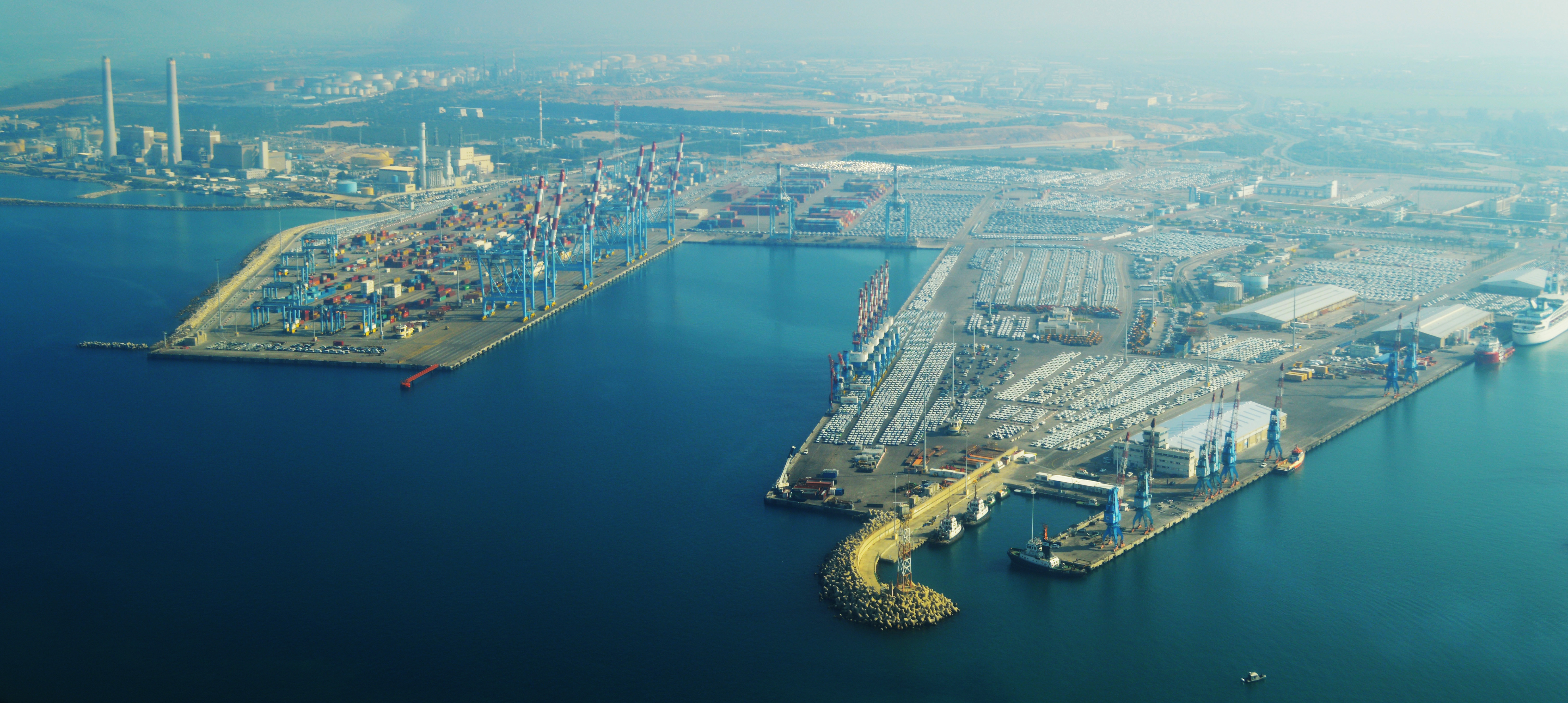
Der Hafen von Aschdod im Jahr 2012

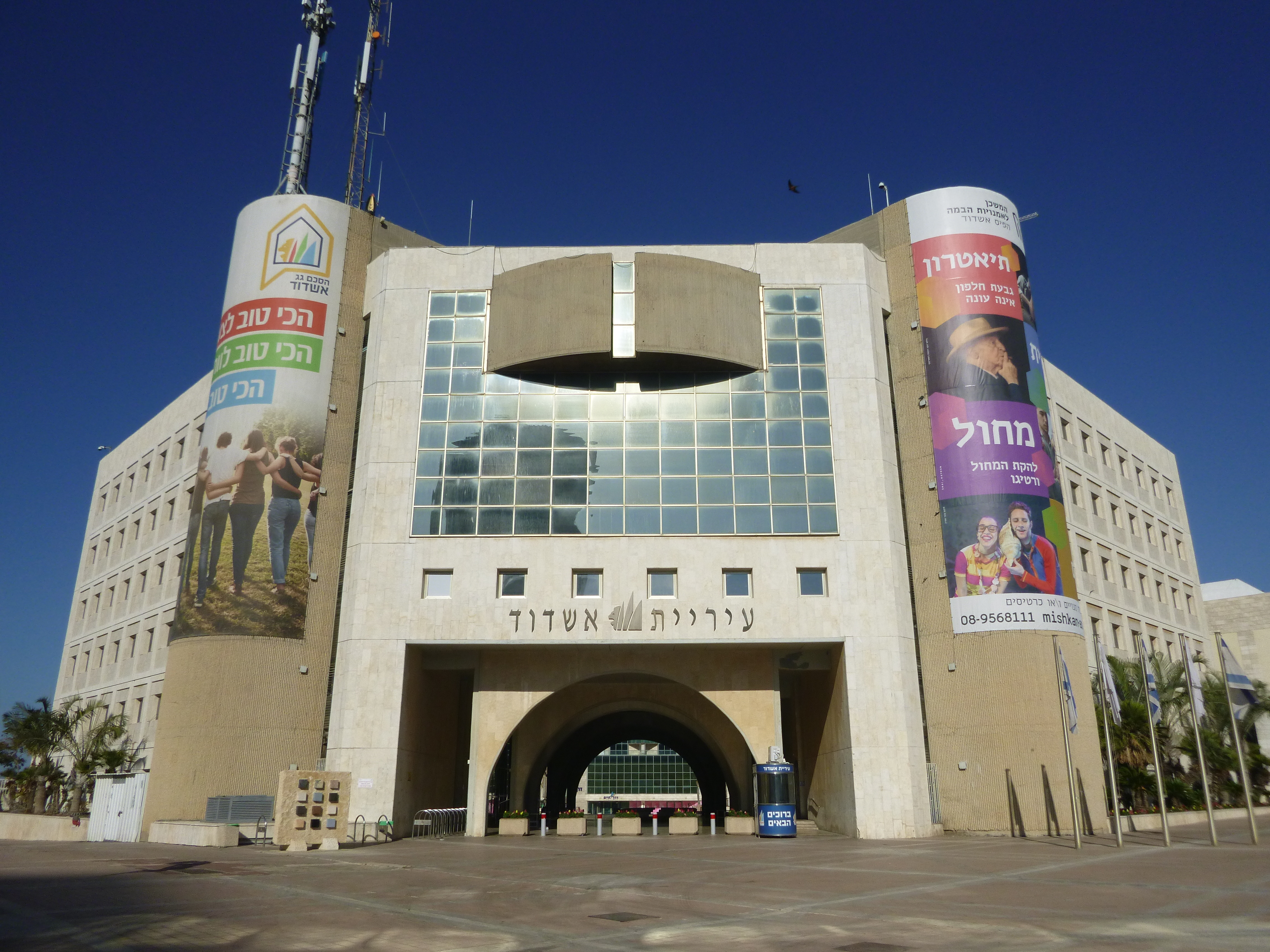
Stadthaus

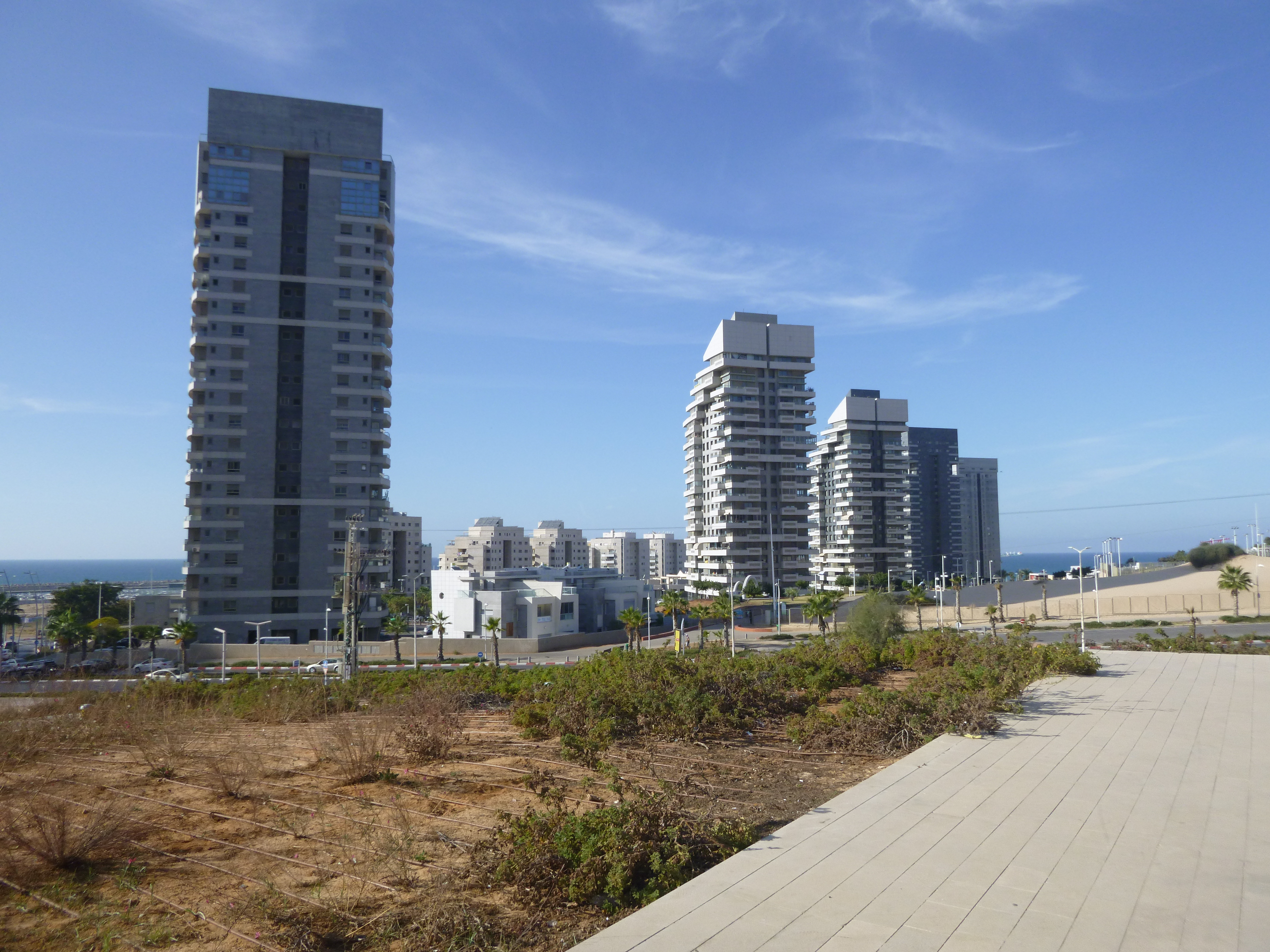
Neubauten nahe dem Yachthafen

Der Hafen von Aschdod wurde 1965 als Ersatz für den Hafen von Tel Aviv eröffnet. Mit einem Umschlag von etwa 18,5 Millionen Tonnen im Jahre 2010 erreicht er fast das Transportvolumen des Hafens von Haifa. Für viele Güter ist er der wichtigste Hafen Israels. Er ist auch Anlegestelle für Yachten und Kreuzfahrtschiffe (z. B. von AIDA Cruises).

## Wirtschaft
Von wirtschaftlicher Bedeutung ist neben dem Hafen auch die Erdölindustrie, die Chemische Industrie, der Fahrzeugbau und die Diamantschleifereien. Im Gebiet von Aschdod liegen zwei Erdölraffinerien und das Kraftwerk Eshkol. In der Stadt befinden sich mehrere Einkaufszentren.
Im März 2020 veröffentlichte der Torismus-Vorsitzende der Stadt Pläne den Tourismus in der Stadt auszuweiten und dabei in den folgenden zehn Jahren 15 neue Hotels mit insgesamt 4.000 Zimmern sowie eine Kongresshalle und ein Wasserpark zu bauen. Derzeit besitzt die Stadt lediglich zwei Hotels und drei Motels mit zusammen nur 400 Gästezimmern. Von den Bauprojekten sind 1,5 Kilometer des 7,5 Kilometer langen Küstenstreifens betroffen.

## Einwohner
Die Bevölkerung besteht überwiegend aus in Israel geborenen Sabra. Ein Drittel der Aschdoder sind Juden aus der ehemaligen Sowjetunion. Auch eine große Zahl marokkanischer, georgischer, äthiopischer, französischer und argentinischer Juden lebt dort. Am Stadtrand lebt eine größere Anzahl Charedim, sie stellten etwa 20 % der Bevölkerung im Jahr 2021.
Das israelische Zentralbüro für Statistik gibt bei den Volkszählungen vom 22. Mai 1961, 19. Mai 1972, 4. Juni 1983, 4. November 1995 und vom 28. Dezember 2008 für Aschdod folgende Einwohnerzahlen an:
| Jahr der Volkszählung | 1961  | 1972   | 1983   | 1995    | 2008    |
| Anzahl der Einwohner  | 4.604 | 50.345 | 65.738 | 125.820 | 209.238 |

## Bürgermeister
- 2008–heute Jechiel Lasri
- 1989–2008 Zvi Zilker
- 1983–1989 Aryeh Azulay
- 1969–1983 Zvi Zilker
- 1963–1969 Avner Garin
- 1961–1963 Robert Chajim
- 1959–1961 Dov Gur

## Söhne und Töchter der Stadt
- Absalon (1964–1993), Installationskünstler, Videokünstler und Bildhauer
- Dafna Dekel (* 1966), Sängerin und Schauspielerin
- Yehudit Sasportas (* 1969), Bildhauerin, Malerin, Zeichnerin und Video-Künstlerin
- Haim Revivo (* 1972), Fußballspieler
- Revital Amoyal (* 1977), Fußballspielerin
- Ofir Marciano (* 1989), Fußballtorwart
- Nir Bitton (* 1991), Fußballspieler
- Alon Day (* 1991), Rennfahrer
- Gil Cohen (* 2000), israelisch-portugiesischer Fußballspieler
- Kevin Cuzmiciov (* 2003), Volleyball- und Beachvolleyballspieler
- Dor Turgeman (* 2003), Fußballspieler

## Städtepartnerschaften

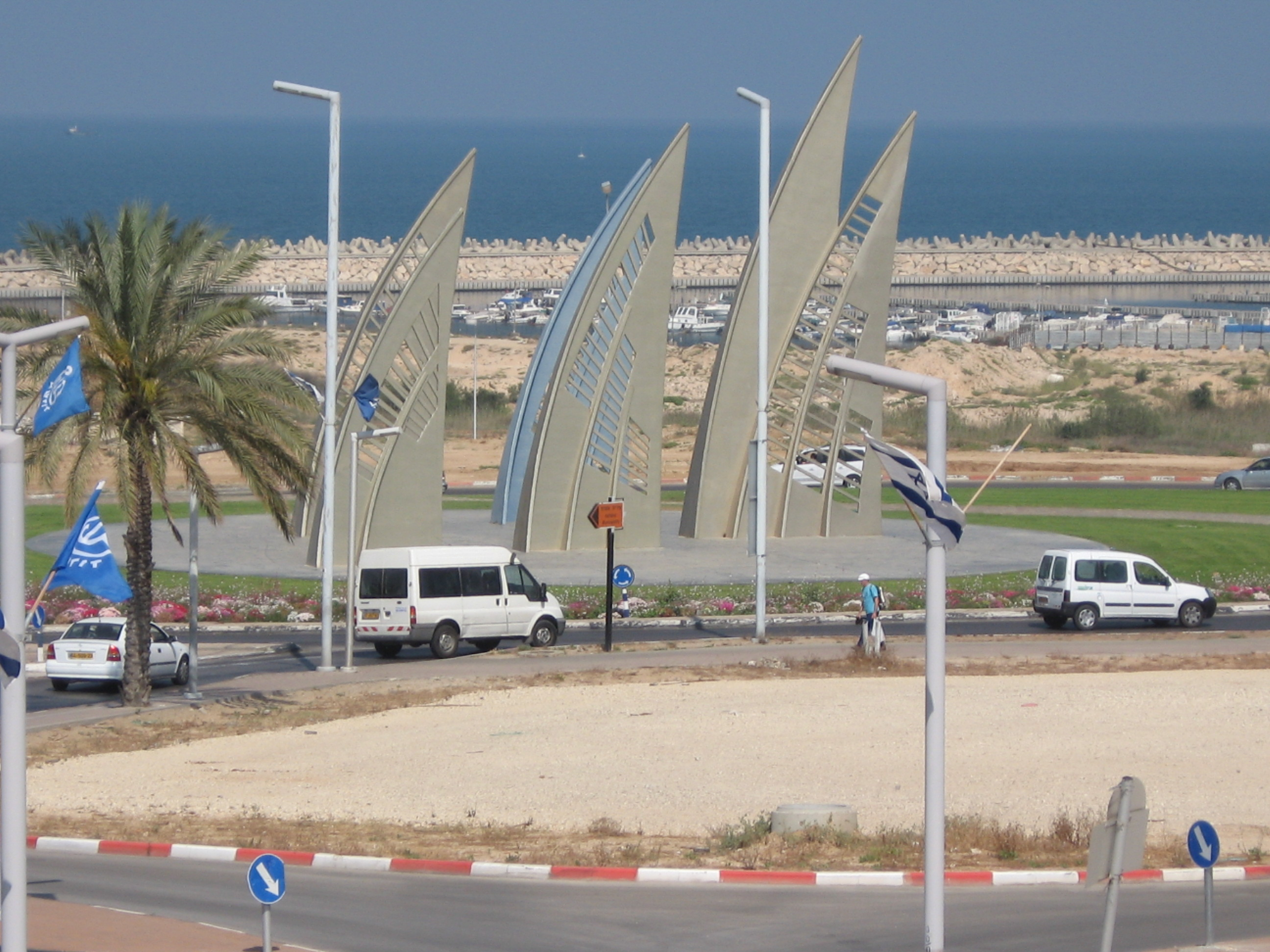
Blick Richtung Marina

Aschdod listet elf Partnerstädte auf:
| Stadt          | Land                | seit |
| -------------- | ------------------- | ---- |
| Archangelsk    | Russland            | 2011 |
| Atyrau         | Kasachstan          | 2006 |
| Bahía Blanca   | Argentinien         | 1996 |
| Bahir Dar      | Äthiopien           | 2011 |
| Batumi         | Georgien            | 2011 |
| Berlin-Spandau | Deutschland         | 1968 |
| Bordeaux       | Frankreich          | 1984 |
| Brest          | Belarus             | 2012 |
| Saporischschja | Ukraine             | 2011 |
| Tampa          | Vereinigte Staaten  | 2005 |
| Wuhan          | Volksrepublik China | 2005 |